# 扎哈尔·叶菲缅科
扎哈尔·叶菲缅科（羅馬化：1985年，直译：7月3日），乌克兰国际象棋棋手、特级大师。
叶菲缅科于1994年获得世界国际象棋14岁组冠军。同年，作为乌克兰青年队的成员获得16岁组国际象棋奥林匹克金牌。2002年，晋升为国际象棋特级大师。2006年，成为乌克兰国际象棋全国冠军。他曾多次代表乌克兰国家队出征，是获得2010年第39届国际象棋奥林匹克团体金牌的乌克兰队成员。